# Guilleri
Les Guilleri sont trois frères qui, après avoir combattu dans l'armée de la Ligue catholique, deviennent chefs d'une bande de brigands après la fin de la huitième guerre de Religion (1598), sous le règne d'Henri IV.
Leur nom est peut-être utilisé dans la chanson Compère Guilleri, qui n'évoque pourtant pas directement leur carrière criminelle. 

## Biographie

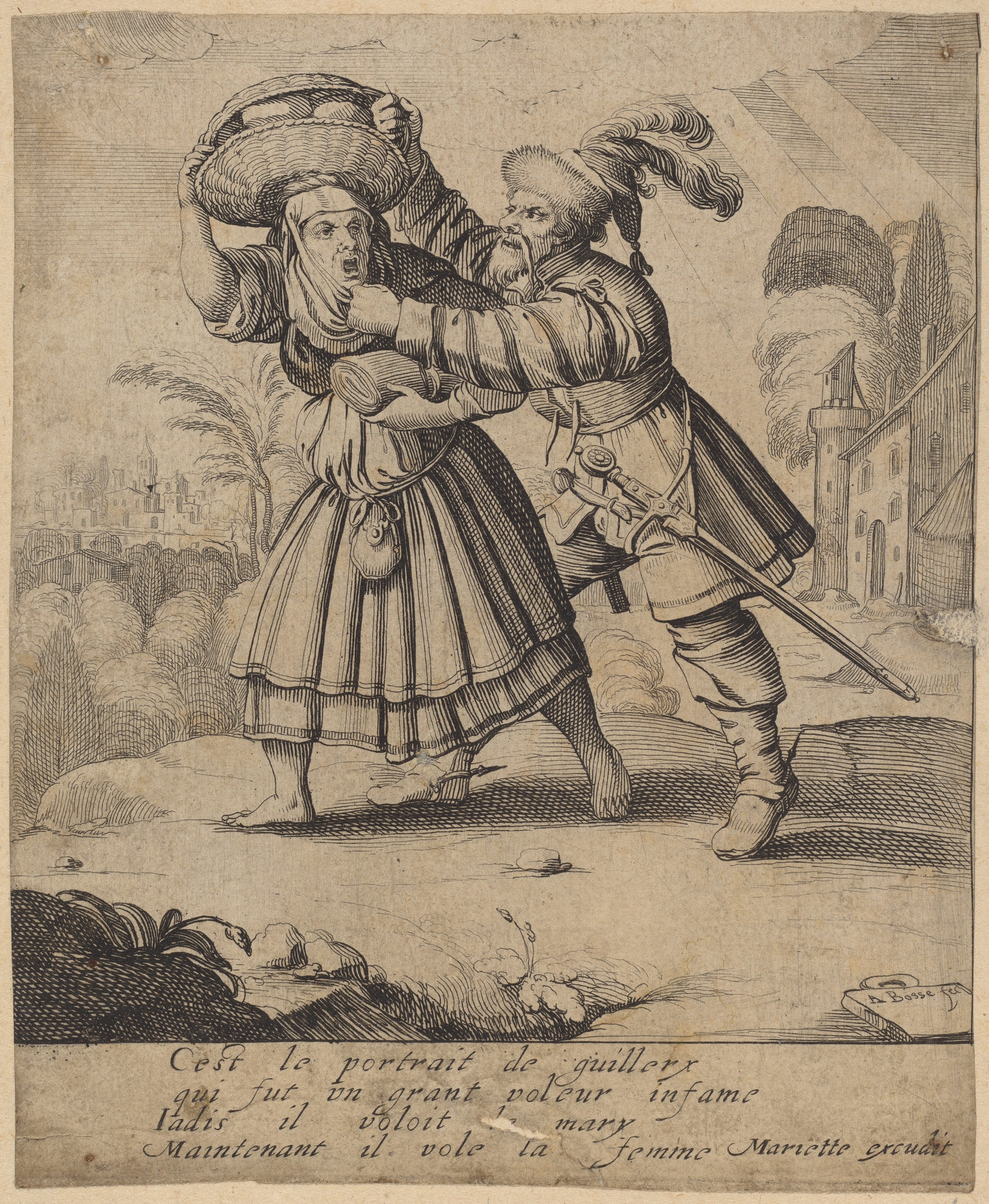
Guillery le brigand, eau-forte d'Abraham Bosse publiée par Pierre Mariette vers 1627.

Les frères Guilleri, dont le plus connu est Philippe, sont issus d'un père, maçon de son état demeurant au village des Landes dans le Bas-Poitou selon un rapport de police. 
Ils servent sous les ordres du duc de Mercœur, gouverneur de Bretagne en résidence à Nantes, proche de la famille des Guise, dernier chef ligueur à faire sa soumission à Henri IV en mars 1598, permettant au roi de promulguer l'édit de Nantes en avril, qui met fin aux guerres de religion en France.
Refusant cette pacification, les trois frères mènent ensuite une guerre de brigandage, à la tête d'une bande regroupant jusqu'à 400 hommes. Pendant six ans, ils ravagent le Poitou, la Saintonge et la Guyenne.
Assiégés en 1608 dans leur principale place forte, le château des Essarts (actuelle Vendée), ils sont capturés et roués vifs à Saintes.

## Postérité
Le nom de « Guilleri » est repris dans une chanson populaire enfantine, Compère Guilleri, dans laquelle l'aspect violent des trois frères disparaît presque totalement, puisqu'il s'agit d'un Guilleri qui se blesse à la chasse et est soigné par les dames de l'hôpital le plus proche. 
Le seul élément tragique est la formule « Te lai[sse]ras-tu mouri[r] ».